# Рабочая партия Турции
Рабочая партия Турции (TİP) (тур. Türkiye İşçi Partisi) — турецкая левая политическая партия марксистского толка, основанная в 1961 году. Она стала первой социалистической партией в Турции, получившей представительство в Великом национальном собрании Турции (парламент Турецкой Республики, меджлис). Будучи дважды запрещена (после военных переворотов 1971 и 1980 годов), она объединилась с Коммунистической партией Турции в 1988 году. Массовой базой партии были промышленные рабочие и интеллигенция (университетские студенты и преподаватели) — удельный вес этих социальных групп в Турции возрастал. Ныне существует одноимённая партия с парламентским представительством, образовавшаяся как откол от современной Коммунистической партии в 2017 году.

## История

### Основание и ранние успехи
TİP была основана группой активистов профсоюзного движения. Учредителями Рабочей партии Турции стали 12 профсоюзных активистов: шахтёры Кемаль Тюрклер и Аднан Аркын, текстильщики Авни Эракалын и Шабан Йылдыз, работники полиграфии Ибрахим Гюзелдже и Салих Эзкарабай, рабочий шоколадного завода Ахмет Мушлу, шиномонтажник Рыза Куас, официант Кемаль Небиоглу, табачник Хюсеин Услубаш, сотрудник фармацевтического завода Саффет Гексюзоглу и носильщик Ибрахим Денизджиер.
После года бездействия, основатели предложили возглавить партию освободившемуся из тюрьмы политическому заключённому, адвокату-марксисту Мехмету Али Айбару. Вслед за ним к партии присоединились несколько известных интеллектуалов-марксистов, и вскоре ею была принята марксистская программа. Рабочая партия Турции считала, что страна готова к социалистической революции, осуществляемой демократическими методами; в то время, как другой лагерь левых — сторонники «национально-демократической революции» — настаивали на вооружённых средствах борьбы. Особенно критически РПТ относилась к «левым кемалистам», возлагавшим надежды на военный переворот, авангардом которого бы выступала «военно-гражданская интеллигенция». Как указывала TİP, в подобных схемах народные массы из творцов истории переводились в положение её созерцателя; тогда как на деле основным субъектом прогрессивных преобразований должен стать рабочий класс, в силу объективных причин наиболее заинтересованный в социальном прогрессе.
Уже на муниципальных выборах 1963 года РПТ получила около 40 тысяч голосов. Важным достижением для партии стало участие в 1965 году во всеобщих выборах в национальный парламент, на которых она выставила 382 кандидатов, 216 из которых были рабочими, решительно противопоставив себя в предвыборном манифесте остальным партиям: «Мы против всех остальных пяти партий. Мы радикально отличаемся от них: Мы партия трудового народа». За Рабочую партию Турцию проголосовали 3 % избирателей и она получила 15 мест в парламенте. Активное участие депутатов от партии TİP в парламентских сессиях получило широкую огласку и способствовало усилению радикализации политической среды в стране. К 1967—1968 годам в стране были сформированы боевые левые профсоюзы (Конфедерация революционных профсоюзов Турции, DİSK, во главе с активистом и первым лидером Кемалем Тюрклером) и радикальные студенческие организации.

### Внутренние течения и расколы
Политический дискуссионный клуб на кафедре политологии Анкарского университета под руководством члена руководства TİP, профессора Садуна Арена, стал одним из влиятельнейших в стране. Среди членов партии были видные левые интеллектуалы — писатель Четин Алтан, поэт Джан Юджель, сатирический писатель Азиз Несин, курдский автор Яшар Кемаль, социолог Бехидже Боран, историк и политический философ Ялчин Кючюк, специалистка в агроинженерии Фатма Хикмет Ишмен и другие, — а также ветеран революционной борьбы Михри Белли и находившиеся под его влиянием представители турецкого поколения 1968 года, в том числе Махир Чаян и Дениз Гезмиш.
Последние, группировавшиеся вокруг созданного в 1965 году молодёжного ответвления РПТ — Федерации дискуссионных клубов, — были несогласны с реформистской стратегией партии и составили фракцию «национально-демократической революции» (Millî Demokratik Devrim). Их разногласия с материнской партией организационно оформились в преобразование ФДК в октябре 1969 года в независимую организацию — Федерацию революционной молодёжи (Devrimci Gençlik, DEV-GENÇ), ставшую прародительницей таких леворадикальных революционно-социалистических партий и движений, как «Революционный путь», Революционная рабоче-крестьянская партия Турции и Рабочая партия Курдистана (сыграло свою роль то, что еще РПТ стала одной из первых партий в Турции, признавших существование курдского народа на съезде в 1970 году и осудивших ассимиляторскую политику турецких властей, но не поддерживала курдский сепаратизм, стремясь разрешить курдский вопрос в рамках единой демократической республики).
Ввод советских войск в Чехословакию в 1968 году расколол мировое левое движение, и TİP в том числе. Лидер партии Айбар, сторонник «улыбчивого социализма», в духе новых левых осудил вторжение и начал использовать критическую риторику в отношении Советского Союза как авторитарного режима; однако часть руководства, включая Арена, его не поддержала.
Когда Рабочей партии Турции не удалось увеличить поданное за неё количество голосов на всеобщих выборах 1969 года (у неё осталось только 2 депутата в парламенте), Айбару 15 ноября пришлось уйти с поста руководителя партии. Объяснялось, что одной из причин электорального поражения TİP стала критическая позиция связанных с ней рабочих профсоюзов в отношении «крестьянского поворота» руководства партии — накануне выборов Айбар призывал ориентировать основные силы на работу с крестьянством как самым угнетённым классом. В 1970 году его сменила социолог-марксист Бехидже Боран, которая выступала против антисоветской позиции Айбара. Тот, в свою очередь, в 1975 году основал новую Социалистическую партию, впоследствии переименованную в Партию социалистической революции.

### Преследования и запреты партии
Рабочая партия Турции была запрещена после военного государственного переворота 1971 года и Боран, вместе с другими членами высшего руководства партии, была арестована и приговорена к 15 годам тюремного заключения (единственным социалистическим депутатом осталась Фатма Хикмет Ишмен, избранная в Сенат республики от TİP). Они были освобождены по амнистии социал-демократического правительства Бюлента Эджевита в 1974 году и возродили партию на следующий год.
Однако TİP и другие левые оставались мишенью государственного и ультраправого террора, в том числе производимого глубинным государством и контргерильей. Полумиллионная первомайская демонстрация, проведённая в 1977 году Конфедерацией революционных профсоюзов Турции и поддержанная не только Рабочей партией, но и частью Республиканской народной, была обстреляна — в ходе этой «бойни на площади Таксим» погибли десятки человек. В 1978 году во время резни в Бахчелиэвлере семеро студентов — членов TİP — были убиты ультранационалистами во главе с лидерами «Серых волков» Абдуллой Чатлы и Халуком Кырджи. Кемаль Тюрклер был застрелен у собственного дома боевиками той же принадлежности в 1980 году.
Рабочая партия Турции была вновь запрещена после военного переворота 1980 года, и многие активисты TİP вновь были репрессированы. На этот раз Бехидже Боран пришлось отправиться в изгнание в Европу, а партия продолжала работать в условиях подполья. В 1987—1988 годах она объединилась с Коммунистической партией Турции для создания Единой коммунистической партии Турции.